# Функціональна концепція інформації
Функціона́льна конце́пція інформа́ції — одна із двох філософських концепцій (парадигм) інформації.

## Розвиток концепції
Поява цієї концепції пов'язана з розвитком кібернетики — науки про управління та зв'язок у живих організмах, суспільстві і машинах (це дало другу назву концепції — функціонально-кібернетична). Кібернетика формулює принцип нерозривного зв'язку (єдності) інформації з керуванням, з функціюванням самокерованих та самоорганізовуваних систем (технічних, біологічних та соціальних).
Прихильники функціональної концепції не визнають існування інформації у неживій природі, а саму інформацію визначають як зміст сигналу або повідомлення, отриманого кібернетичною системою із зовнішнього світу.
Розвинута в роботах американського математика Норберта Вінера концепція припускає, що процес керування в згаданих системах є процесом переробки (перетворення) певним центральним пристроєм інформації, одержуваної від джерел первинної інформації (сенсорних рецепторів) і передачі її в ті ділянки системи, де вона сприймається її елементами як наказ для виконання тієї або іншої дії. Після здійснення самої дії сенсорні рецептори готові до передачі інформації про ситуацію, що змінилася, для виконання нового циклу керування. Так організується циклічний алгоритм керування та циркуляції інформації в системі. Важливо, що головну роль тут відіграє зміст інформації, переданої рецепторами і центральним пристроєм. Інформація, за Вінером — «позначення змісту, отриманого з зовнішнього світу в процесі нашого пристосування до нього і пристосування до нього наших почуттів».
Багато науковців вважають інформаційні процеси органічними якостями живих систем, які відрізняють їх від неживої природи, неодмінною субстанцією живої матерії, психіки, свідомості. В рамках цього підходу були висунуті твердження, що «специфіка життя пов'язана з наявністю інформації, за допомогою якої через особливого роду регуляцію забезпечується процес функціювання системи», «життя — це спосіб існування органічних систем, заснована на використанні внутрішньої інформації» тощо. Інформація виступає як універсальна «життєва сила», яка управляє метаболічними процесами в живих істотах (існує термін інформаційний метаболізм), організовує відображення середовища і адаптацію до нього, забезпечує збереження і передачу спадкоємних ознак, які формують популяцію, біоценози та біосферу в цілому, визначає біологічну еволюцію.

## Течії
Функціональна концепція інформації представлена двома течіями:
- кібернетичною,
- антропоцентричною.

Прихильники кібернетичної течії стверджують, що інформація (інформаційні процеси) присутні у всіх самокерованих (технічних, біологічних, соціальних) системах.
Антропоцентристська течія обмежує сферу існування інформації та інформаційних взаємодій винятково людським суспільством та свідомістю. Існування інформації в живий, а тим більше у неживій природі заперечується; вважається, що інформація з'явилась в ході антропосоціогенезу і оперувати нею можуть винятково соціалізовані особистості, які володіють мовою, свідомістю та самосвідомістю. Фактично антропоцентристська течія ототожнює поняття «інформація» і «соціальна інформація», тому що ніякої іншої інформації, крім соціальної, не визнає.